# Falusi Könyvtár
A Falusi Könyvtár egy 19. század második felében megjelent gyakorlati tudnivalókat tartalmazó könyvsorozat. Az egyes kötetek 1861-től kezdve jelentek meg Pesten, majd az egyesítés után Budapesten, és gyakran több kiadást is megértek. A sorozat kiadója a Franklin Irodalmi és Nyomdai Rt. volt 1861 és 1909 között, azaz közel 50 éven át. Napjainkban a sorozat egyes kötetei már antikváriusi forgalomban is nehezen beszerezhetőek. A sorozat kötetei a következők voltak:
- 1. füzet. Farkas Mihály. Magyar méhész könyv. (108 l.) 1861. 2. kiad. (108 l.) 1870
- 2. füzet. Ügyes Mari, a kis konyhakertészné. Metzger után ford. István bácsi. (128 l.) 1863. 2. kiad. (128 l.) 1871
- 3. füzet. Farkas Mihály. Takarmány-növények ismertetése és tenyésztése. (104 l.) 1864. 2. kiad. (104 l.)
- 4. füzet. Reischer Endre. Kereskedelmi növények művelése. Nevezetesen az olajmagú-, fonálbeli-, festő- és egyéb közhasznú fűszeres növények miképeni termesztéséről szóló kézikönyv. (106 l.) 1864
- 5. füzet. Reischer Ede. Juhtenyésztés és gyapjuismeret, a juhbetegségek ismertetésével és gyógyításmódjával. (112 l.) 1864
- 6. füzet. Dely Mátyás. Gyakorlati s elméleti sertéstenyésztés. (VIII és 72 l.) 1867
- 7. füzet. Farkas Mihály. Apró majorság, vagyis a baromfitenyésztés foglalatja. (80 l.) 1870
- 8. füzet. Farkas Mihály. A bogyár-gyümölcs tenyésztése, mint egyik hasznos s leggyorsabban jövedelmező ága a kerti gazdászatnak. (86 l.) 1872
- 9. füzet. Farkas Mihály. A dinnye-tenyésztés foglalatja és a legjelesebb honi és külföldi csemegefajok ismertetése. Ábrákkal. (64 l.) 1873
- 10. füzet. Kégly Sándor. A szarvasmarha haszonvétele és kiválóbb fajtáinak ismertetése. 7 fametsz. (IV és 107 l.) 1874
- 11. füzet. Áron Ede. Gyakorlati útmutatás az eperfa- és selyemhernyótenyésztésre. 2. kiad. (96 l.) 1874
- 12. füzet. Kégly Sándor. A szarvasmarha haszonvétele és kiválóbb fajtáinak ismertetése. 7 fametsz. (IV és 107 l.) 1874
- 13. füzet. Perlaky Mihály. A szőlőmívelés kétája. 11 fametsz. (120 l.) 1874
- 14. füzet. Perlaky Mihály. Borászati, vagyis pinczegazdászati káté. 11 fametsz. (128 l.) 1875
- 15. füzet. Réti János. Miként emelhetjük gazdaságunk jövedelmét? A földmív. nép szám. (107 l.) 1875
- 16. füzet. Ring Adorján. Népszerű és a gazdaság minden ágaira vonatkozó mezei gazda naptára, az urad. tisztek szám. (116 l.) 1875
- 17. füzet. Grubiczy Géza. A tengeri nyúlak tenyésztése. Oettel műve után. Előszóval ellátta Korizmics László. (93 l.) 1875
- 18. füzet. Kodolányi Antal. A lótenyésztés, mint a mezei gazdasági állattenyésztés egyik ága. (112 l.) 1875
- 19. füzet. Dely Mátyás. Állatorvosi jó tanácsok. 1. könyv: Az állat és élete. (VII és 127 l.) 1875
- 20. füzet. Viktor Rendu. A földmivelés alapelvei. Francziából közli Gubiczy Géza. (96 l.) 1876
- 21. füzet. Dely Mátyás. Állatorvosi jó tanácsok. IV. könyv. A beteg sertés orvoslása. Saját tapasztalása nyomán. (168 l.) 1876
- 23. füzet. Kodolányi Antal. A gyümölcsfatenyésztés cserép- és faedényekben és az igy s a szabadföldben nevelt törpefák okszerű, vagyis növényélettani alapokon nyugvó metszése. Az angol, franczia és német kertészeti irodalomban ez irányban megjelent szakmunkák felhasználása mellett. 27 fametsz. (103 l.) 1877
- 24. füzet. Dely Mátyás. Állatorvosi jótanácsok. II. könyv. A beteg állat-gyógytan, szülészet és hullavizsgálat. Saját tapasztalása nyomán. (108 l.) 1877
- 25. füzet. Sporzon Pál és Ebner Sándor. A gazda, kertész és erdész leghasznosabb barátai az állatok között Dr. Gloger L. W. C. hasonczímü német munkájának 7. kiad. nyomán. (80 l.) 1878
- 26. füzet. Nyári Ferencz dr. Gazdasági trágyaisme vagyis a trágyázás alapelvei. A magyar gazdaközönség számára. (104 l.) 1878
- 27. füzet. Kodolányi Antal. Gazdasági számvitel kisebb kisbirtokosok számára. Egy toldalékkal: a kisgazda körök és társulatokról. (107 l.) 1878
- 28. füzet. Nyári Ferencz dr. A dohánytermelés kézikönyve a magyar gazdaközönség számára. (126 l.) 1881
- 29. füzet. Nyári Ferencz. A komlótermelés és kezelés kézikönyve. A magyar gazdaközönség számára. (140 l.) 1882
- 30. füzet. Réti János. A termőföldről, annak miveléséről és javitásáról a gazdaközönség használatára. (78 l.) 1885
- 31. füzet. Szaniszló Albert. Növénybetegségek. 3. kiadás. (98 l.) 1886
- 32. füzet. Szaniszló Albert. A phylloxera, a kolorádó bogár és a vértetű, a gazda legnevezetesebb három rovar ellensége. (48 l. és 4 tábla.) 1886
- 33. füzet. Starnfeld Béla, báró. A hazai kertek berendezése és ápolása. (8-r. 84 l.) 1888
- 34. füzet. Gyürky Antal. A gyümölcs értékesitése. Gyakorlati utmutatás, miként kell az érett gyümölcscsel bánni, gyümölcsöt aszalni, gyümölcsbort csinálni. 1889
- 35. füzet. Gyürky Antal. Az előhaladt borkezelés és pincegazdászat ismertetése és utmutatás a szüretelés, mustkezelés, a homoki borok tökéletesitésére… nézve. 1889
- 36. füzet. Réti János. A szántás és vetésről. 25 ábrával. (111 és 1 l.) 1889
- 37. füzet. Borsodi Miksa. Gyógynövények. Gazdák használatára. (63 l.) 1890
- 38. füzet. Réti János. A burgonya- és cukorrépa-termelésről. (135 l.) 1890
- 39. füzet. Nyáry Ferenc. A gazdasági és haszonnövények termelése, különös tekintettel magról való tenyésztésükre. (132 l.) 1890
- 40. füzet. Pali bácsi. A kis gyümölcstermelő. 32 ábrával. (116 l.) 1891
- 41. füzet. Mika Károly. A száraz épitészet elemei. Gazdák, épitészek és gazdasági tanintézetek hallgatói számára. 130 ábrával. (103 l.) 1891
- 42. füzet. Mika Ottokár. Fontosabb ipar és kereskedelmi növények és azok korszerű termelése. (104 l.) 1891
- 43. füzet. Pali bácsi. A kis konyhakertész. (116 l.) 1891
- 44. füzet. Szivós Béla. A műtrágyázás vezérfonala. A trágyázást illető általános tudnivalókkal. (82 l.) 1895
- 45. füzet. Mika Ottokár. Mezőgazdasági káté. (84 l.) 1898
- 46. füzet. Nagy Sándor. Ügyes és bajos ember könyve. Utbaigazitás minden bajban a mindennapi életben előforduló összes törvények és rendeletek nyomán. (142 l.) 1899
- 47. füzet. Réti János. A kisgazda tanácsadója gazdasági növénytermelésben s a rétek és legelők ápolásában. (119 l.) 1900
- 48. füzet. Sierbán János. A szarvasmarha tenyésztése és hasznositása, különös tekintettel a tejgazdaságra. I. rész. A szarvasmarha tenyésztése. (79 l.) 1900
- 49. füzet. Sierbán János. A szarvasmarha tenyésztése és hasznositása, különös tekintettel a tejgazdaságra.  II. rész. A szarvasmarha hasznositása. (79 l.) 1900
- 50. füzet. Sierbán János. A kendertermelés és áztatás. Husz ábrával. (75 l.) 1900
- 51. füzet. Rombay Dezső. Hogyan védekezzünk a szőlő ellenségei és betegségei ellen? A filloxera, peronoszpora, lisztharmat, szőlőmoly, pajor, sárgaság. 21 képpel. (92, 4 és 16 l.) 1900
- 52. füzet. Monostory Károly. A juhtenyésztés alapvonalai, a kisgazdák szükségleteihez mérve. 45 ábrával. (76 l.) 1900
- 53. füzet. Szalay János. A seprőcirok termelése. 2., javított kiadás. (70 l.) 1901
- 54–55. füzet. K. Nagy Sándor. Ügyes-bajos ember könyve. Utbaigazítás minden ügyben és bajban, a mindennapi életben előforduló összes törvények és rendeletek nyomán. 2., bővített kiadás. (195 l.) 1902
- 56–57. füzet. Monostory Károly. A lótenyésztés és lógondozás alapvonalai. A kisgazdák szükségleteihez mérve. 100 ábrával. (192 l.) 1902
- 58–59. füzet. Monostory Károly. A tejgazdaság alapvonalai. A kisgazdák szükségleteihez mérve. (192 l.) 1909
- 60. füzet. Rombay Dezső. Zöldségtermesztés, a zöldségfélék eltartása, konzerválása. (78 l.) 1909